# 조철권
조철권(趙澈權, 1929년 3월 22일 ~ 2007년 8월 2일)은 대한민국의 공무원이다. 본관은 김제이며, 전라북도 김제 출신이다.

## 학력
- 육군사관학교 10기
- 육군보병학교 졸업
- 국방대학교 행정학사
- 춘천대학교 정치경제학과 학사
- 고려대학교 경영대학원 경영학 석사
- 서울대학교 행정대학원 행정학 석사

## 경력
- 1968 : 국방부 총무과장
- 1970 : 육군본부 인사근무처장
- 1980 : 전라북도지사
- 1983 : 원호처장
- 1985 : 국가보훈처장
- 1985 : 노동부 장관
- 2001 : 한나라당 국책자문위원

## 수상
- 은성화랑 무공훈장
- 국민훈장 동백장
- 녹조근정훈장

| 전임 김학중 | 제21대 전라북도지사 1980년 7월 18일 ~ 1983년 10월 14일 | 후임 심재홍 |

| 전임 이종호 | 제9대 원호처장 1983년 10월 16일 ~ 1985년 1월 1일 | 후임 조철권 (국가보훈처장) |

| 전임 조철권 (원호처장) | 제9대 국가보훈처장 1983년 10월 16일 ~ 1985년 2월 18일 | 후임 최종호 |

| 전임 정한주 | 제3대 노동부 장관 1985년 2월 19일 ~ 1986년 8월 27일 | 후임 이헌기 |